# Paul Peel

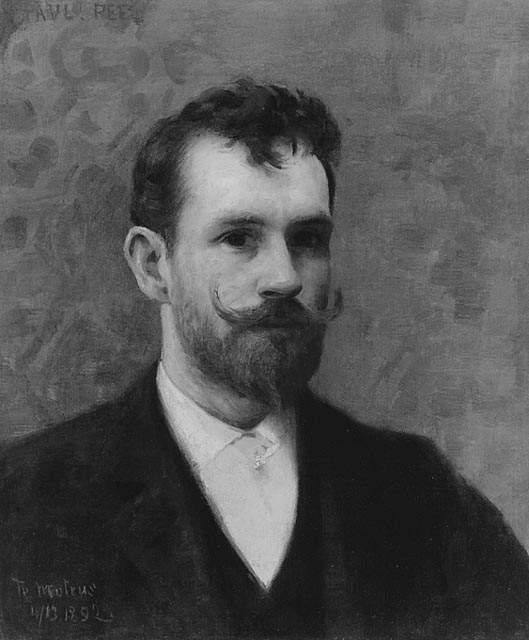
Paul Peel, kanadensisk konstnär

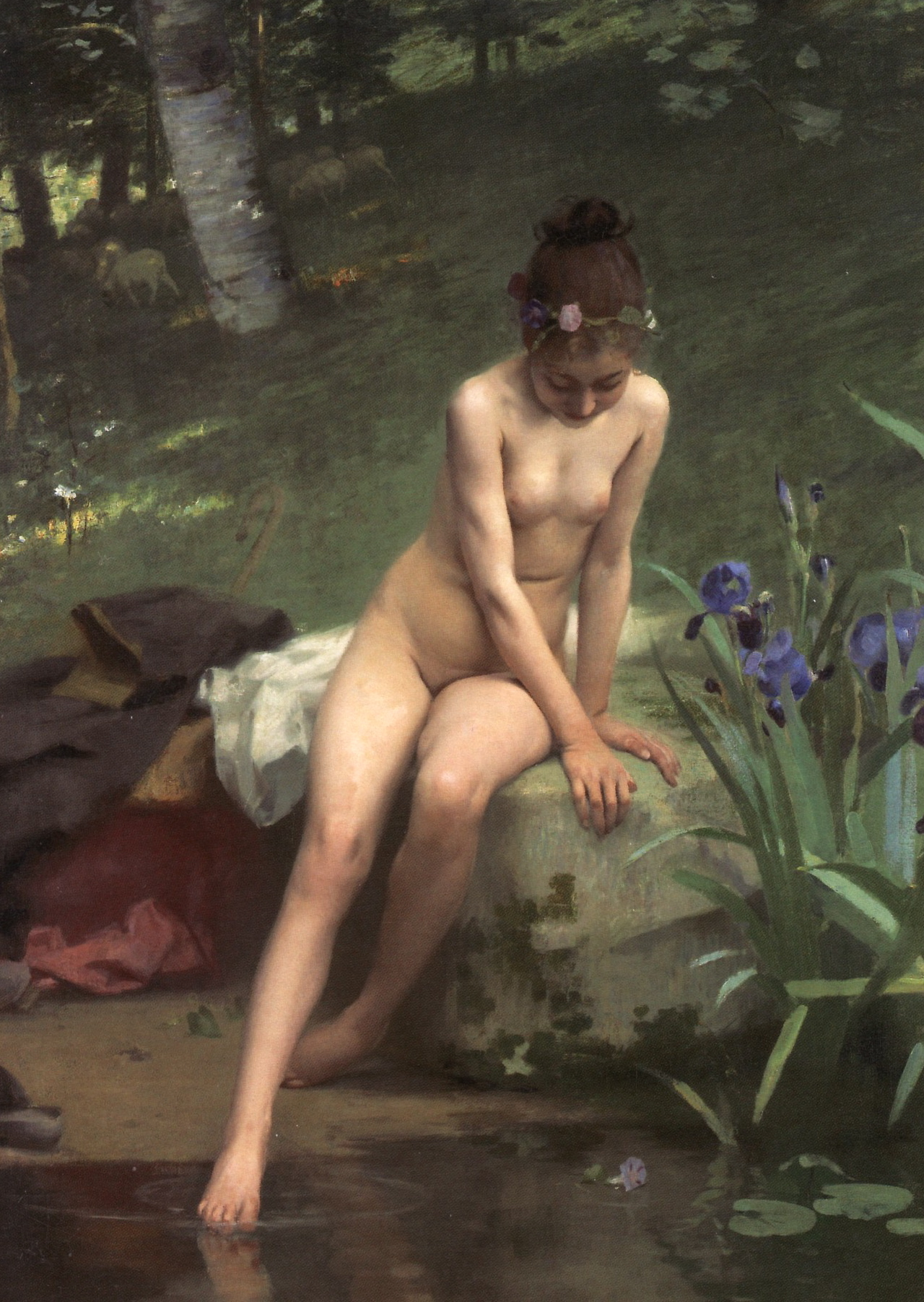
The Little Shepherdess, oljemålning från 1892 av Paul Peel

Paul Peel, född den 7 november 1860 i London, Ontario, död den 3 oktober 1892, var en kanadensisk konstnär. 

## Större konstverk
- Devotion 1881
- Listening to the Skylark 1884
- Mother and Child 1888
- The Young Botanist 1888-1890
- A Venetian Bather 1889
- Portrait of Gloria Roberts 1889
- After the Bath 1890
- The Little Shepherdess 1892
- Robert Andre Peel cirka 1892
- Bennett Jull 1889-1890

Artikeln är helt eller delvis en översättning av engelska wikipedia, http://en.wikipedia.org/wiki/Paul_Peel